# Teucholabis (Teucholabis) angusticapitis
Teucholabis (Teucholabis) angusticapitis is een tweevleugelige uit de familie steltmuggen (Limoniidae). De soort komt voor in het Oriëntaals gebied.